# Memorial (religión)
La expresión memorial es una categoría teológica usada en la Iglesia católica y tomada de las celebraciones hebreas para describir mejor la participación de los fieles en los misterios de la vida de Cristo -en especial la Última Cena y el sacrificio en la cruz- a través de la liturgia.

## Zikkaron en la liturgia hebrea
Una de las características principales de la liturgia descrita en la Torá es el constante recuerdo de las hazañas y milagros realizados por Yahveh en favor de su pueblo. Así, por ejemplo, encontramos el siguiente texto en el libro del Éxodo:

Dijo, pues, Moisés al pueblo: "Acordaos de este día en que salisteis de Egipto, de la casa de servidumbre, pues Yahveh os ha sacado de aquí con mano fuerte; y no comáis pan fermentado. Salís hoy en el mes de Abib. [...] celebrarás este rito en este mes [...] En aquel día, harás saber a tu hijo: 'Esto es con motivo de lo que hizo conmigo Yahveh cuando salí de Egipto'"
Éx 13, 1-8

Precisamente la celebración de la Pascua era considerada por los judíos como el memorial (la raíz zkkr indica un acto de la memoria) por antonomasia. El hecho de revivir los elementos externos que acompañaron la primera Pascua (los alimentos, la prisa, el modo de ponerse el vestido, el discurso del padre de familia, etc.) quería significar que no se trata sólo del recuerdo de un hecho pasado sino de alguna manera se participa hoy en el hecho sucedido, haciéndolo presente, o más bien, trasladando al hombre que vive la liturgia al momento de ese evento.

## Memorial en la teología católica

### En losPadres de la Iglesia
Esta misma categoría litúrgica fue asumida por los Padres de la Iglesia para hablar del sacrificio de Cristo que se hace presente en la celebración de la Eucaristía. De fondo están dos textos del Nuevo Testamento: el primero es el mandato de Jesús de «Haced esto en memoria de mí» que siguió a la consagración del vino en los relatos de la institución de la Misa (cf. Mc 14 22-24 y paralelos). El segundo, la afirmación de la Carta a los Hebreos según la cual el sacrificio de Cristo es único y definitivo (Hb 9 24-28; 10 12-14.18). Si se debía repetir la celebración de la Misa con su sentido sacrificial según el mandato de Cristo, esto no involucraba un nuevo sacrificio sino la participación al sacrificio único de Cristo, es decir, un memorial. 
Así Justino habla de un recuerdo de la pasión del Hijo de Dios (cf. Diálogo con Trifón 117 2). Orígenes menciona la relación del memorial litúrgico judío de los panes de la propiciación con la alcanzada y recordada con el sacrificio eucarístico (cf. Homilía 13 3). 
Sin embargo, es Cipriano de Cartago quien en su carta a Cecilio expone la naturaleza de memorial de la eucaristía al subrayar la necesidad de que el sacerdote repita exactamente los gestos de Cristo narrados en el evangelio (cf. Carta 63 14). Y añade: «Y porque hacemos mención de todos los sacrificios de su pasión, pues la pasión es el sacrificio del Señor que ofrecemos, no debemos hacer otra cosa que lo que Él hizo» (cf. Carta 63 17).
Eusebio de Cesarea habla de la misa como memoria del sacrificio (cf. Demostración evangélica 1 10). Juan Crisóstomo dejó un texto muy comentado por la escolástica en relación con la unicidad del sacrificio: 

El sacrificio es siempre uno; de lo contrario, ya que se ofrece en muchas partes, tendría que haber también muchos Cristos. Pero de ningún modo, sino que en todas partes es uno el Cristo que está entero aquí y entero allí, un solo cuerpo. [...] Así también es uno el sacrificio. [...] esto se hace en memoria de lo que entonces sucedió: «Haced esto, dice, en memoria mía».. No hacemos otro sacrificio, como lo hacía entonces el pontífice, sino que siempre ofrecemos el mismo, o mejor, hacemos conmemoración del sacrificio.
Homilía sobre la carta a los Hebreos 17 3

Lo mismo afirmó Teodoro de Mopsuestia utilizando la categoría de anámnesis y -en un texto también bastante comentado- de icono: la celebración del sacrificio es porque tenemos en la liturgia un icono de la que tiene lugar en el cielo (cf. Homilía catequética 15 15). También hay textos explícitos en Cirilo de Alejandría, Teodoreto de Ciro, Ambrosio de Milán, Agustín de Hipona y Fausto de Riez.
Así a modo de resumen se puede afirmar que los padres confesaban la unicidad del sacrificio de Cristo, recurrían a la categoría del memorial para explicar el modo en que este se hacía presente en la Eucaristía y usaban expresiones como «en misterio», «en sacramento» o «en icono» para mostrar la forma de esa presencia.

### En laescolástica
La mayoría de los teólogos escolásticos se refirió a los textos de los padres y comentó sin hacer desarrollos particulares de la doctrina expuesta por ellos acerca de este tema. Así Pascasio Radberto:

Puesto que Cristo perpetúa hasta hoy, en la conmemoración cotidiana de su bienaventurada pasión, todo lo que hizo una vez en el tiempo de su pasión, pienso que ésta es la causa principal por la que nosotros llevamos a cabo la memoria de su muerte sacrosanta inmolando su sacratísimo cuerpo y sangre todos los días sobre el ara del altar.
De corpore et sanguine, 9

### En la teología contemporánea
Dado que antes y después del Concilio de Trento la teología sobre el sacrificio eucarístico partía de la noción de sacrificio, hay que llegar casi hasta Odo Casel para encontrar una reflexión sobre el memorial. Es cierto que Casel usó categorías de la filosofía platónica para retomar la aplicación del memorial eucarístico (realidad primordial e icono): así afirma que el sacrificio de Cristo en la cruz es un evento supratemporal y eterno al que el cristiano se une cada vez que participa en la Eucaristía. Tal interpretación hizo surgir diversas dificultades a la hora de entender tal trascendencia supratemporal del sacrificio e incluso algunos creyeron que se estaba negando la verdadera naturaleza humana de Cristo.
Sin embargo, se promovió con ello un renovado estudio de la noción de memorial y así quedó afirmado en el Catecismo de Juan Pablo II. Ya la Constitución Sacrosanctum Concilium del Concilio Vaticano II había afirmado que la celebración eucarística perpetúa y hace presente el sacrificio de Cristo (cf. números 6 y 47), tema retomado en la encíclica Mysterium fidei de Pablo VI. El catecismo afirma lo siguiente en el número 1362:

La Eucaristía es el memorial de la Pascua de Cristo, la actualización y la ofrenda sacramental de su único sacrificio, en la liturgia de la Iglesia que es su Cuerpo. En todas las plegarias eucarísticas encontramos, tras las palabras de la institución, una oración llamada anámnesis o memorial.

De ese modo, la doctrina oficial católica asumió la explicación de la forma «in sacramento» de la presencia del sacrificio llamando en causa toda la teología sacramental. Queda, sin embargo, por explicar el modo en que ese sacrificio se hace presente dado que es incruento lo que se realizó cruentamente en la cruz.

## Otras fuentes a consultar
- M. THURIAN, L'Eucharistie, mémorial du Seigneur et sacrifice d'action de grâces et d'intercession, 1963 (segunda edición).
- C. ROCHETTA, Sacramentaria fondamentale, Editorial Dehoniana, Bolonia 1989.

- Datos: Q1417046